# スパイダーマン3
『スパイダーマン3』（Spider-Man 3）は、2007年のアメリカ合衆国のスーパーヒーロー映画。
「マーベル・コミック」の人気アメリカン・コミック『スパイダーマン』の実写映画化作品で、2002年の『スパイダーマン』、2004年の『スパイダーマン2』に続く、サム・ライミ監督版スパイダーマン三部作の第3作目（最終作）となる。

## ストーリー
今やニューヨークの象徴として、市民に愛される存在となったスパイダーマン。その正体であるピーター・パーカーも学業の傍らで愛するメリー・ジェーン・ワトソン（MJ）との交際を続け、順風満帆な日々を過ごしていた。MJも女優としての活動を続けており、ついに念願のブロードウェイ・デビューを果たすまでに。ピーターはMJへのプロポーズを決意し、メイおばさんにその事を打ち明けた。「MJを幸せにする」と言うピーターに、おばさんは亡きベンおじさんがくれた婚約指輪をそっと託すのだった。
メイおばさんの家からアパートに戻る途中、ピーターは最新鋭の装備に身を包んだ「ニュー・ゴブリン」こと親友ハリー・オズボーンの襲撃を受ける。ハリーはピーターが父ノーマンを殺したと思い込み、密かに攻撃の機会を窺っていたのだ。闘いの末、ハリーは頭部を強打する。病院に運ばれたハリーは、父が死ぬ以前から最近までの記憶を失っていた。
同じ頃、警察が郊外でフリント・マルコという男を追いかけていた。彼は心優しい人物だったが、愛する娘の医療費を手に入れる為に、かつて強盗に加担して車を奪おうとした際、誤ってピーターの叔父であるベンおじさんを殺害してしまった真犯人だった。その後、刑務所から脱獄したマルコはとっさに物理研究所の構内に逃げ込むが、そこで偶然行われていた分子分解の実験に巻き込まれ、体が砂で構成されている怪人「サンドマン」と化してしまう。
警察によってマルコがベンおじさんを殺した真犯人であると伝えられて私怨にかられたピーターは、謎の液状生命体「シンビオート」に寄生され、気がつけば今まで以上のパワーを持った「ブラック・スパイダーマン」となっていた。ピーターは街の嫌がらせをしMJが働いているバーに見せしめのように違う女の子を連れてイチャイチャしていた。そこで警備員を突き飛ばしてはMJまでも突き飛ばしてしまった自分を恥じる。教会で何とかシンビオートを体から離すことができたが、シンビオートは教会に来ていたピーターに逆恨みするエディに寄生して「ヴェノム」となってしまう。
サンドマンと手を組んだヴェノムはMJを捕らえ、スパイダーマンを誘い出す。スパイダーマンは改心したニュー・ゴブリンの助けを得て、2対2の戦いが展開される。

## キャスト
| 役名                                      | 俳優                               | 日本語吹替   | 日本語吹替   |
| 役名                                      | 俳優                               | 劇場公開版   | 日本テレビ版 |
| ----------------------------------------- | ---------------------------------- | ------------ | ------------ |
| ピーター・パーカー / スパイダーマン       | トビー・マグワイア                 | 猪野学       | 猪野学       |
| メリー・ジェーン・ワトソン                | キルスティン・ダンスト             | 岡寛恵       | 北乃きい     |
| ハリー・オズボーン / ニュー・ゴブリン     | ジェームズ・フランコ               | 鉄野正豊     | 鉄野正豊     |
| フリント・マルコ / サンドマン             | トーマス・ヘイデン・チャーチ       | 石田圭祐     | 石田圭祐     |
| エディ・ブロックJr. / ヴェノム            | トファー・グレイス                 | 森川智之     | 森川智之     |
| グウェン・ステーシー                      | ブライス・ダラス・ハワード         | 小笠原亜里沙 | 小笠原亜里沙 |
| メイ・パーカー                            | ローズマリー・ハリス               | 谷育子       | 谷育子       |
| J・ジョナ・ジェイムソン                   | J・K・シモンズ                     | 立川三貴     | 立川三貴     |
| ジョージ・ステーシー警部                  | ジェームズ・クロムウェル           | 佐々木敏     | 佐々木敏     |
| エマ・マルコ                              | テレサ・ラッセル                   | 野沢由香里   | 野沢由香里   |
| カート・コナーズ博士                      | ディラン・ベイカー                 | 原康義       | 原康義       |
| ジョセフ・"ロビー"・ロバートソン          | ビル・ナン                         | 石住昭彦     | 石住昭彦     |
| メイター・D                               | ブルース・キャンベル               | 江原正士     | 江原正士     |
| ベティ・ブラント                          | エリザベス・バンクス               | 本田貴子     | 本田貴子     |
| ホフマン                                  | テッド・ライミ                     | 飛田展男     | 飛田展男     |
| ペニー・マルコ                            | パーラ・ヘイニー＝ジャーディン     | 岩井優季     | 岩井優季     |
| ノーマン・オズボーン / グリーン・ゴブリン | ウィレム・デフォー                 | 山路和弘     | 山路和弘     |
| ベン・パーカー                            | クリフ・ロバートソン               | 勝部演之     | 勝部演之     |
| Mr.ディコヴィッチ                         | エリヤ・バスキン                   | 池田勝       | 池田勝       |
| アースラ・ディコヴィッチ                  | マゲイナ・トーヴァ                 | 小林沙苗     | 小林沙苗     |
| バーナード（オズボーン家の執事）          | ジョン・パクストン                 | 稲垣隆史     | 稲垣隆史     |
| ステーシー夫人                            | ベッキー・アン・ベイカー           |              |              |
| デニス・キャラディン                      | マイケル・パパジョン               | 斎藤志郎     | 斎藤志郎     |
| フラッシュ・トンプソン                    | ジョー・マンガニエロ（カメオ出演） | 台詞無し     | 台詞無し     |
| ニュースキャスター                        | ハル・フィッシュマン               | 山中秀樹     | 山中秀樹     |
| ジェニファー・デューガン（レポーター）    | ルーシー・ゴードン                 |              |              |
| タイムズスクエアの男                      | スタン・リー                       | 浦山迅       | 浦山迅       |
| カメラマン                                | スティーヴ・ヴァレンタイン         |              |              |
| 警官                                      | エミリオ・リヴェラ                 |              |              |
| プロデューサー                            | マーク・ヴァン                     |              |              |

- 日本語版制作スタッフ
その他声の出演：諸星すみれ、鵜澤正太郎[9]、冨澤風斗[10]、松田尚樹、今津凪沙、柴井伶太、百々麻子[11]、細野雅世、渡辺英雄、松久保いほ、佐藤晴男[12]、高瀬右光、斉藤瑞樹、二瓶美江[13]、斎藤恵理、遠藤純一、青山穣、原田晃[14]、高橋圭一、西崎果音、高桑満、伊丸岡篤、野々村のん
演出：岩見純一、翻訳：松崎広幸、調整：菊池悟史／金秀賢／Deb Adair（Sony Sound）、録音スタジオ：ACスタジオ、ミキシング：ソニー・ピクチャーズ カルバー・スタジオ、プロデュース：吉岡美惠子（ソニー・ピクチャーズ・エンタテインメント）、制作担当：乃坂守蔵／須藤右希（ACクリエイト）
日本語版制作：ACクリエイト株式会社[15]
- 日本テレビ版：初回放送2010年3月19日『金曜ロードショー』

## スタッフ
- 監督：サム・ライミ
- 原作：スタン・リー、スティーヴ・ディッコ
- ストーリー：サム・ライミ、アイヴァン・ライミ
- 脚本：サム・ライミ、アイヴァン・ライミ、アルヴィン・サージェント
- 製作総指揮：スタン・リー、ケヴィン・フィージ、ジョセフ・M・カラッシオロ
- 製作：ローラ・ジスキン、アヴィ・アラド、グラント・カーティス
- プロダクション・デザイナー：ニール・スピサック、J・マイケル・リーヴァ
- 撮影：ビル・ポープ、 ASC
- 編集：ボブ・ムラウスキー
- 衣装：ジェームズ・アシェソン
- VFX：ソニー・ピクチャーズ　イメージワークス
- VFXスーパーバイザー：スコット・ストックダイク
- 音楽：クリストファー・ヤング
- 主題歌：スノウ・パトロール - 「シグナル・ファイア」
- テーマ曲：ダニー・エルフマン

## 作品解説
本作では原作ファンの人気が高いヴィラン（悪役）であるヴェノムが登場する。ヴェノムを生み出すシンビオートや、もうひとりのヴィランであるサンドマンの表現に技術力を結集させたため、製作費に映画史上最高額となる2億5800万ドル（約290億円）が投じられ、それまでの最高額であった『キング・コング』（2005年版）の2億ドル（約225億円）を遙かに上回ったことで話題となった。
DVDの音声解説では、当初予定されていたヴィランは「ヴァルチャー」で、ベン・キングズレーを起用する予定だったとのことである。またクライマックスのシークエンスにおいても「MJではなくグウェンが捕らわれるはずだった」「脚本が変更された結果、ハリーとスパイダーマンが協力して闘うようになった」という発言があり、製作段階でストーリーラインが大きく変更されたことがわかる。
本作に登場するヴィランは製作側の意向で公開直前まで極秘とされていたが、あるインタビューにおいてMJ役のキルスティン・ダンストが「ヴィランはサンドマンとヴェノム、それに半分（ニュー・ゴブリン）よ」と口を滑らせ、早い段階で発覚してしまうハプニングがあった。

## 公開・反響
アメリカでは北米の週末興行収入が1億5110万ドル（約161億円）となり、2006年に記録更新した『パイレーツ・オブ・カリビアン/デッドマンズ・チェスト』の1億3560万ドル（約144億円）を超えて歴代1位となった。またアメリカ国内における2007年の年間興収ランキングでは3億3650万ドル（約379億円）という成績で、『シュレック3』の3億2100万ドル（約361億円）を押さえ1位にランクインした。

### 日本
2007年4月16日、ソニー・ピクチャーズ エンタテインメントでは史上初となる東京でのワールド・プレミアが催され、主要キャストとサム・ライミ監督、製作のローラ・ジスキン、アヴィ・アラド、グラント・カーティスが来日した。
本シリーズはとりわけ日本での人気が高いため、製作会社のソニー・ピクチャーズ・エンタテインメントは日本での興行を最重要視し、日本公開を当初予定していた2007年5月5日から世界最速となる同年5月1日に変更した。公開初日からの観客動員数は約517万人と前2作を大きく凌ぎ、興行収入も71億円を記録した。日本国内における2007年の年間興収ランキング洋画部門では3位にランクインした。

## ソフト
2007年10月17日、ソニー・ピクチャーズ エンタテインメントよりリリースされた。ただしBlu-ray Disc1枚組のみ、当初発売予定がなかったため同年12月19日にリリースされた。
- Blu-ray Disc
  - スパイダーマン トリロジーBOX ※2007年12月27日までの限定出荷
  - スパイダーマン3 ※1枚組。PLAYSTATION 3購入者に20万枚限定で贈呈された物と同仕様
  - スパイダーマン トリロジーブルーレイコンプリートBOX(2017年7月5日発売) ※特典ディスクにスパイダーマン3を再編集したエディターズ・カットを収録。
- DVD
  - スパイダーマン3 デラックス・コレクターズ・エディション ※初回限定アウターケース
  - スパイダーマン3 コレクターズBOX バンダイ[ソフビ魂]限定フィギュア(2体)同梱 ※2万BOX限定
  - スパイダーマン コンプリートBOX　SIDESHOW製限定フィギュア(2体)同梱 ※初回生産限定
  - スパイダーマン トリロジーBOX ※2007年12月27日までの限定出荷
- UMD
  - スパイダーマン3

## 地上波放送履歴
| 回数  | テレビ局   | 番組名             | 放送日        | 備考 |
| ----- | ---------- | ------------------ | ------------- | --- |
| 初回  | 日本テレビ | 金曜ロードショー   | 2010年3月19日 | 地上波初放送 |
| 2回目 | テレビ朝日 | 日曜洋画劇場       | 2011年4月17日 | |
| 3回目 | TBS        | 水曜プレミアシネマ | 2012年6月27日 | アメイジング・スパイダーマン公開記念。 番組の最後に『ブルーレイ スパイダーマン トリロジーBOX』のプレゼント企画が実施 |
| 4回目 | テレビ東京 | 午後のロードショー | 2019年7月12日 | スパイダーマン:ファー・フロム・ホーム公開記念。                                                                      |
| 5回目 | テレビ東京 | 午後のロードショー | 2022年1月25日 | スパイダーマン:ノー・ウェイ・ホーム公開記念。                                                                        |

## TVゲーム
- 2007年10月17日、アクティビジョンよりPLAYSTATION 3用ソフト『スパイダーマン3』とPlayStation 2用ソフト『スパイダーマン3』が同時発売された。また2008年3月19日にはWii用ソフト『スパイダーマン3』とニンテンドーDS用ソフト『スパイダーマン3』が同時発売された。
  - ゲーム版では、映画版に登場しないスコーピオンやリザード（正体のコナーズ教授は映画版に登場）などのヴィランも登場する。ミッションや事件を解決する度に新たなコマンド技が解禁され、ビルや橋がある所だけ蜘蛛糸で空を渡る事も出来る（速さもやれば上がってくる）。

### 声の出演
※括弧内は日本語音声の担当声優
- スパイダーマン/ピーター・パーカー - トビー・マグワイア（猪野学）
- メリー・ジェーン・ワトソン（MJ） - カリ・ウォールグレン（岡寛恵）
- ニュー・ゴブリン/ハリー・オズボーン - ジェームズ・フランコ（鉄野正豊）
- サンドマン/フリント・マルコ - トーマス・ヘイデン・チャーチ（石田圭祐）
- ヴェノム/エディ・ブロック - トファー・グレイス（羽多野渉）
- J・ジョナ・ジェイムソン - J・K・シモンズ（辻親八）
- カート・コナーズ博士 - ネイサン・カールソン（原康義）
- ジョセフ・"ロビー"・ロバートソン - チャーリー・ロビンソン（石住昭彦）
- ベティ・ブラント - レイチェル・キムジー（紗川じゅん）
- キングピン/ウィルソン・フィスク - ボブ・ジョウルズ
- モービウス - ショーン・ドネラン
- クレイヴン - ニール・キャプラン
- ライノ - スティーヴン・ブルーム
- ペニー・マルコ - スペンサー・レイシー・ゲイナス
- ナレーター - ブルース・キャンベル（大塚芳忠）

## 関連情報
- ソニー・コンピュータエンタテインメントのPLAYSTATION 3のロゴに使われているフォントは、本シリーズのタイトルロゴと同じフォントである。
- 日本語版でヴェノム/エディ・ブロック役を担当した森川智之は、旧アニメシリーズでスパイダーマン/ピーター・パーカー役を担当していた。